# نمک‌داغ کردن
نمک‌داغ کردن یک نوع روش پخت غذاست که بیشتر در هند و چین به وسیلهٔ دستفروشان خیابانی انجام می‌شود. در این روش پودر نمک یا دانه‌های نمک را در یک ماهی تابه گود می ریزند و از زیر حرارت می دهند، از قبل ماده غذایی را در لا به لای نمک‌ها جای می دهند، در حین پخت از یک کفگیر جهت یکنواخت کردن پخت استفاده می‌کنند. تخم مرغ (با پوست)، پفک هندی، ذرت، بلوط و بادام زمینی را می‌توان از این طریق پخت.

## منبع
1. ↑  مشارکت‌کنندگان ویکی‌پدیا. «Hot salt frying». در دانشنامهٔ ویکی‌پدیای انگلیسی، بازبینی‌شده در ۳۱ اوت ۲۰۱۰.